# Кислородная катастрофа

Накопление O2 в атмосфере Земли. Зелёный график — нижняя оценка уровня кислорода, красный — верхняя оценка.
1. (3,85—2,45 млрд лет назад) — O2 не производился
2. (2,45—1,85 млрд лет назад) O2 производился, но поглощался океаном и породами морского дна
3. (1,85—0,85 млрд лет назад) O2 выходит из океана, но расходуется при окислении горных пород на суше и при образовании озонового слоя
4. (0,85—0,54 млрд лет назад) все горные породы на суше окислены, начинается накопление O2 в атмосфере
5. (0,54 млрд лет назад — по настоящее время) современный период, содержание O2 в атмосфере стабилизировалось

Кислородная катастрофа (кислородная революция, также англ. Great Oxidation Event, дословно — «Великое окисление») — глобальное изменение состава атмосферы Земли, произошедшее в самом начале протерозоя в период сидерий около 2,45 млрд лет назад. Результатом кислородной катастрофы стало появление в составе атмосферы свободного кислорода и изменение общего характера атмосферы с восстановительного на окислительный. Предположение о кислородной катастрофе было сделано на основе резкого изменения характера осадконакопления.

## Первичный состав атмосферы
Точный состав первичной атмосферы Земли на сегодняшний день неизвестен, однако, как правило, учёные считают, что она сформировалась в результате дегазации мантии и носила восстановительный характер. Основу её составляли углекислый газ, сероводород, аммиак, метан. В пользу этого свидетельствуют:
- неокисленные отложения, образовавшиеся явно на поверхности (например, речная галька из нестойкого к кислороду пирита);
- отсутствие известных значимых источников кислорода и других окислителей;
- изучение потенциальных источников первичной атмосферы (вулканические газы, состав других небесных тел).

## Причины кислородной катастрофы
Единственным значимым источником молекулярного кислорода является биосфера, точнее, фотосинтезирующие организмы. Фотосинтез, видимо, появился на заре существования биосферы (3,7—3,8 млрд лет назад), однако археи и большинство групп бактерий практиковали аноксигенный фотосинтез, при котором не вырабатывается кислород.
Кислородный фотосинтез возник у цианобактерий 2,7—2,8 млрд лет назад. Выделяющийся кислород практически сразу расходовался на окисление горных пород, растворённых соединений и газов атмосферы. Высокая концентрация создавалась лишь локально в пределах бактериальных матов (так называемые кислородные карманы). После того как поверхностные породы и газы атмосферы оказались окисленными, кислород начал накапливаться в атмосфере в свободном виде.

## Последствия кислородной катастрофы

### Биосфера
Поскольку подавляющая часть организмов того времени была анаэробной, неспособной существовать при значимых концентрациях кислорода, произошла глобальная смена сообществ: анаэробные сообщества сменились аэробными, ограниченными ранее лишь «кислородными карманами»; анаэробные же сообщества, наоборот, оказались оттеснены в «анаэробные карманы» (образно говоря, «биосфера вывернулась наизнанку»). В дальнейшем наличие молекулярного кислорода в атмосфере привело к формированию озонового экрана, существенно расширившего границы биосферы, и привело к распространению более энергетически выгодного (по сравнению с анаэробным) кислородного дыхания.

### Атмосфера
В результате изменения химического состава атмосферы после кислородной катастрофы изменилась её химическая активность, сформировался озоновый слой, резко уменьшился парниковый эффект. Как следствие, планета вступила в эпоху Гуронского оледенения.

## Альтернативная датировка
В октябре 2015 года геохимики из Висконсинского университета в Мадисоне на основе изучения образца яшмы из ЮАР, датированного 3,4—3,23 миллиарда лет, выдвинули предположение о начале кислородной катастрофы на 830 миллионов лет ранее.

## Критика концепции кислородной катастрофы
В настоящее время[когда?] сам феномен кислородной катастрофы (заключающийся в том, что началась деятельность фотосинтетических организмов, связанное с этим накопление кислорода и превращение условий на поверхности планеты из восстановительных в окислительные) подвергается серьёзной критике[кем?]. Установлено[кем?], что фотосинтетические организмы-продуценты кислорода появились ещё в начале архея, но свободный кислород в атмосфере Земли на рубеже архея и протерозоя появился благодаря изменениям характера земного вулканизма и это был постепенный и растянутый во времени процесс, но никак не единомоментное событие. Накопление органического углерода, отражающее жизнедеятельность древних организмов-фотосинтетиков, в архее проходило практически на таком же уровне, как и в последующие геологические эпохи. Но образовывавшийся на протяжении всего архея кислород не накапливался в атмосфере, а быстро расходовался на окисление каких-то веществ. Этими веществами были, вероятно, вулканические газы (сероводород, сернистый газ, метан и водород) и соединения двухвалентного железа (Fe2+). Изменения в характере вулканизма в конце архейской эры, связанные с формированием и стабилизацией континентальных плит, уменьшили поступление этих газов в атмосферу древней Земли, и кислород в итоге начал накапливаться. Но на протяжении большей части следующего за археем протерозоя уровень кислорода в земной атмосфере не повышался и в целом оставался низким, наблюдались даже периоды его снижения. И лишь в конце протерозоя по неизвестным причинам произошёл второй кислородный скачок, с которым связывается появление многоклеточных организмов. По одной из версий, новый рост содержания кислорода в биосфере в конце протерозойской эры был вызван тем, что планктонные организмы-обитатели гидросферы приобрели способность осаждать органику, образующуюся при отмирании живых организмов, из толщи воды на дно (т. н. пеллетная транспортировка), тем самым выводя её из биологического круговорота. Поэтому значительная часть кислорода, тратившаяся на окисление мёртвого органического вещества до углекислого газа и воды, высвободилась и, в итоге, кислород стал накапливаться.
Всё это вместе говорит о том, что «Великое кислородное событие» следует рассматривать как сильно растянутый во времени процесс, продолжительностью не менее 1,5 млрд лет, имевший два выраженных скачка (около 2,5 млрд и 0,8—0,9 млрд лет назад) и как минимум одно падение (около 2,1 млрд лет назад) в содержании атмосферного кислорода. И все эти события являлись преимущественно результатом изменений вулканических процессов и геохимических соотношений, а не сдвигов биологической активности и метаболизма.
Интересной особенностью кислородных скачков являются наступавшие вслед за ними глобальные оледенения (Гуронское оледенение и Криогений). Как предполагается, Гуронское оледенение было вызвано снижением содержания метана в атмосфере вследствие уменьшения его выбросов от вулканической деятельности на фоне дополнительного его окисления появившимся в атмосфере кислородом. Наступление же Криогения было вызвано, как предполагается, распадом древнего суперконтинента Родинии, что привело к падению содержания в атмосфере углекислого газа (в ходе распада по краям разломов происходили массивные излияния базальта, который химически связывал атмосферный углекислый газ). Вызванное этим снижение концентрации парниковых газов приводило к глобальным охлаждениям Земли различного масштаба и продолжительности.